# Huân chương Quân công
Huân chương Quân công là một loại huân chương của Nhà nước Việt Nam Dân chủ Cộng hòa (nay là Cộng hòa xã hội chủ nghĩa Việt Nam), được đặt ra theo sắc lệnh số 50-SL ngày 15 tháng 5 năm 1947 của Chủ tịch nước Việt Nam Dân chủ Cộng hòa, đặt ra lần hai theo Luật Thi đua - Khen thưởng (ban hành ngày 26 tháng 11 năm 2003).
Huân chương Quân công để tặng cho đơn vị, tặng hoặc truy tặng cho cá nhân trong các Lực lượng vũ trang nhân dân Việt Nam lập được chiến công lớn. Vào những dịp tổng kết, Huân chương Quân công để tặng cho những đơn vị và cá nhân có công to lớn trong sự nghiệp xây dựng Lực lượng vũ trang nhân dân Việt Nam, củng cố quốc phòng. Huân chương Quân công có ba hạng được phân biệt bằng số sao đính trên dải và cuống huân chương: hạng nhất có 3 sao, hạng nhì có 2 sao, hạng ba có 1 sao. Trong bậc thang khen thưởng Huân chương Quân công giá trị hơn Huân chương Chiến công. Thẩm quyền tặng, truy tặng Huân chương Quân công do Chủ tịch nước quyết định.

## Mô tả
1. Mẫu cũ (trước khi ban hành Luật Thi đua - Khen thưởng): Huân chương Quân công gồm có 3 phần:
- Cuống Huân chương viền ngoài màu vàng, trong bằng tơ Rayon dệt màu đỏ cờ, gắn sao theo hạng Huân chương, cốt bằng đồng đỏ mạ vàng hợp kim Nico dày 3 micron; kích thước 28mm x 14mm.
- Dải Huân chương hình chữ A cách điệu, bằng tơ Rayon dệt màu đỏ cờ gắn sao theo hạng Huân chương, cốt bằng đồng đỏ mạ vàng hợp kim Nico dày 3 micron; kích thước 28mm x 51mm x 41mm x 51mm.
- Thân Huân chương hình sao vàng năm cánh cách điệu, chính giữa có ngôi sao năm cánh nổi trên nền đỏ. Xung quanh ngôi sao có dòng chữ "Huân chương Quân công" (màu vàng), đường kính ngoại tiếp năm đỉnh sao bằng 50mm, chất liệu bằng đồng đỏ mạ vàng hợp kim Nico dày 3 micron.

2. Mẫu mới (sau khi ban hành Luật Thi đua - Khen thưởng): Huân 
chương Quân công gồm có 3 phần:
- Cuống Huân chương viền ngoài màu vàng, trong bằng tơ Rayon dệt màu đỏ cờ, gắn sao theo hạng Huân chương, cốt bằng đồng đỏ mạ vàng hợp kim Nico dày 3 micron; kích thước 28mm x 14mm.
- Dải Huân chương hình chữ A cách điệu, bằng tơ Rayon dệt màu đỏ cờ gắn sao theo hạng Huân chương, cốt bằng đồng đỏ mạ vàng hợp kim Nico dày 3 micron; kích thước 28mm x 51mm x 41mm x 51mm.
- Thân Huân chương hình sao vàng năm cánh cách điệu, chính giữa có ngôi sao năm cánh nổi trên nền đỏ. Xung quanh ngôi sao có dòng chữ "Huân chương Quân công" "Việt Nam" (màu vàng), đường kính ngoại tiếp năm đỉnh sao bằng 50mm, chất liệu bằng đồng đỏ mạ vàng hợp kim Nico dày 3 micron.

## Đối tượng và tiêu chuẩn khen thưởng

### Huân chương Quân công hạng nhất

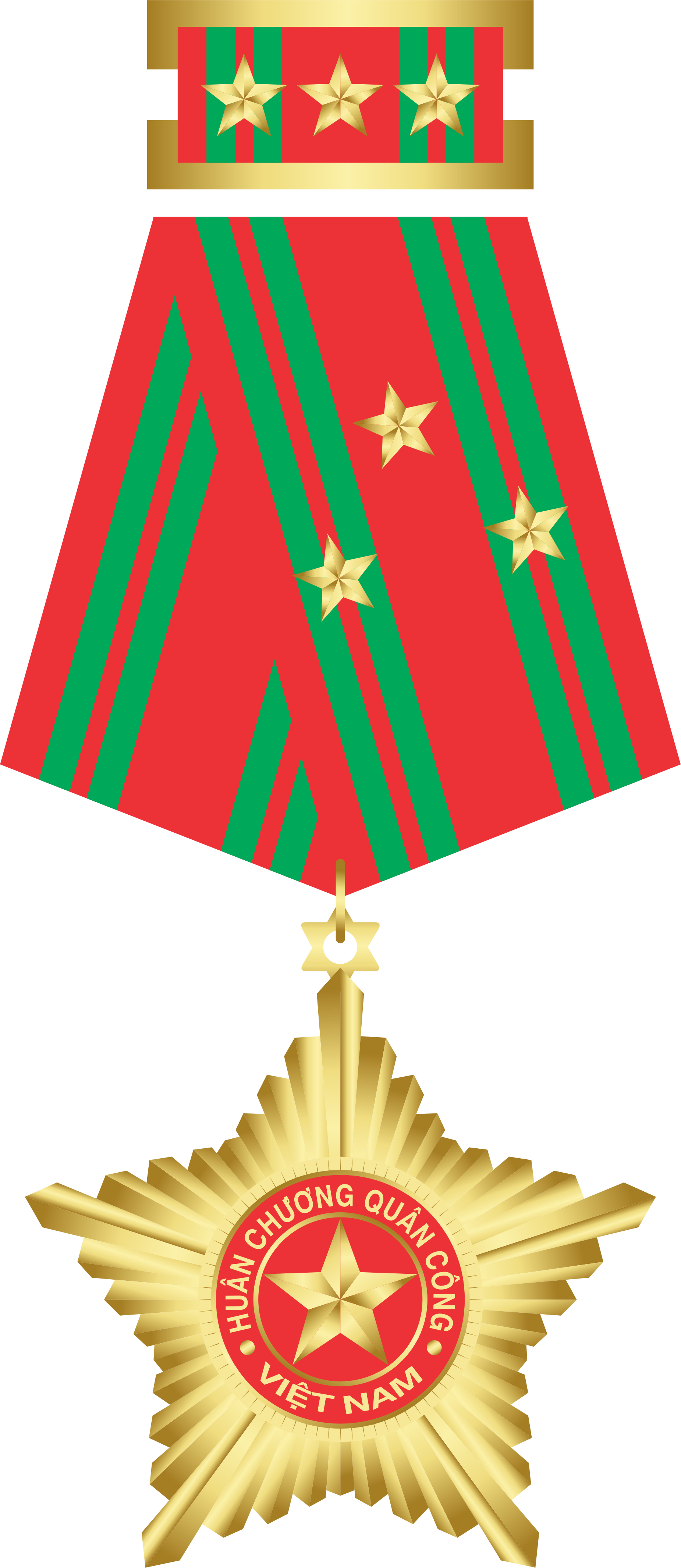
Mẫu huân chương được sử dụng từ năm 2014

1. Để tặng hoặc truy tặng cho cá nhân công tác trong Quân đội nhân dân, Công an nhân dân, dân quân tự vệ lập được chiến công xuất sắc, quả cảm trong chiến đấu, phục vụ chiến đấu, huấn luyện, xây dựng lực lượng, củng cố nền quốc phòng toàn dân và an ninh nhân dân hoặc hy sinh anh dũng, có tác dụng nêu gương sáng trong toàn quốc, đạt một trong các tiêu chuẩn sau:
a) Đã được Nhà nước tặng thưởng Huân chương Quân công hạng nhì, sau đó lập được chiến công xuất sắc, quả cảm trong chiến đấu, phục vụ chiến đấu (hoặc hy sinh anh dũng), thành tích đạt là tấm gương sáng trong toàn quốc;
b) Đã được Nhà nước tặng thưởng Huân chương Quân công hạng nhì từ 5 năm trở lên, trong thời gian đó có nhiều thành tích trong huấn luyện, xây dựng lực lượng, củng cố quốc phòng toàn dân và an ninh nhân dân; đã được công nhận là Chiến sĩ thi đua toàn quốc hoặc được tặng Bằng khen của Thủ tướng Chính phủ;
c) Cán bộ, sĩ quan quân đội nhân dân, công an nhân dân có thời gian phục vụ từ 35 năm trở lên, hoàn thành xuất sắc nhiệm vụ trên cương vị công tác được giao, đã từng đảm nhiệm một trong các chức vụ: Bộ trưởng, Thứ trưởng, Tổng tham mưu trưởng, Chủ nhiệm Tổng cục chính trị hoặc chức vụ tương đương.
2. Để tặng cho tập thể đạt các tiêu chuẩn sau:
a) Đã được tặng thưởng Huân chương Quân công hạng nhì;
b) Có quá trình chiến đấu, phục vụ chiến đấu, huấn luyện, xây dựng và trưởng thành 25 năm trở lên (trường hợp chưa được tặng thưởng Huân chương Quân công hạng nhì phải có quá trình chiến đấu, phục vụ chiến đấu, huấn luyện xây dựng và trưởng thành từ 30 năm trở lên);
c) Lập được thành tích xuất sắc liên tục 5 năm trở lên trước thời điểm đề nghị, trong thời gian đó được 2 lần tặng Cờ thi đua của Chính phủ hoặc liên tục 5 lần được tặng Cờ thi đua của Bộ, ngành, địa phương, nội bộ đoàn kết, tổ chức Đảng, đoàn thể trong sạch, vững mạnh.

### Huân chương Quân công hạng nhì
1. Để tặng hoặc truy tặng cho cá nhân công tác trong Quân đội nhân dân, Công an nhân dân, dân quân tự vệ lập được chiến công xuất sắc trong chiến đấu, phục vụ chiến đấu, huấn luyện, xây dựng lực lượng, củng cố nền quốc phòng toàn dân và an ninh nhân dân hoặc hy sinh anh dũng, có tác dụng nêu gương sáng trong lực lượng vũ trang nhân dân, đạt được một trong các tiêu chuẩn sau đây:
a) Đã được Nhà nước tặng thưởng Huân chương Quân công hạng ba, sau đó lập được chiến công xuất sắc, quả cảm trong chiến đấu, phục vụ chiến đấu (hoặc hy sinh anh dũng), thành tích đạt là tấm gương sáng trong toàn quân;
b) Đã được Nhà nước tặng thưởng Huân chương Quân công hạng ba từ 5 năm trở lên, trong thời gian đó có nhiều thành tích trong huấn luyện, xây dựng lực lượng, củng cố quốc phòng toàn dân và an ninh nhân dân; đã được Nhà nước tặng một trong các hình thức khen thưởng: Bằng khen của Thủ tướng Chính phủ hoặc 2 lần Chiến sĩ thi đua cấp Bộ, ngành;
c) Có thời gian phục vụ từ 35 năm trở lên, hoàn thành xuất sắc nhiệm vụ, đã từng đảm nhiệm một trong các chức vụ: Tư lệnh Quân khu, Tư lệnh Quân chủng, Tư lệnh Bộ đội biên phòng, Phó Chủ nhiệm Tổng cục chính trị, Phó Tổng tham mưu trưởng, Tổng cục trưởng Tổng cục: An ninh, Cảnh sát, Xây dựng lực lượng, Tình báo hoặc chức vụ tương đương từ 5 năm trở lên.
2. Để tặng cho tập thể đạt các tiêu chuẩn sau:
a) Đã được tặng thưởng Huân chương Quân công hạng ba;
b) Có quá trình chiến đấu, phục vụ chiến đấu, huấn luyện, xây dựng và trưởng thành từ 20 năm trở lên (trường hợp chưa được tặng thưởng Huân chương Quân công hạng ba phải có quá trình chiến đấu, phục vụ chiến đấu, huấn luyện, xây dựng và trưởng thành từ 25 năm trở lên);
c) Lập được thành tích xuất sắc liên tục 5 năm trở lên trước thời điểm đề nghị, trong thời gian đó 2 lần được tặng Cờ thi đua của Chính phủ hoặc Bằng khen của Thủ tướng Chính phủ, nội bộ đoàn kết thống nhất, tổ chức Đảng, đoàn thể trong sạch, vững mạnh.

### Huân chương Quân công hạng ba
1. Để tặng hoặc truy tặng cho cá nhân công tác trong Quân đội nhân dân, Công an nhân dân, dân quân tự vệ lập được chiến công xuất sắc trong chiến đấu, phục vụ chiến đấu, huấn luyện, xây dựng lực lượng, củng cố nền quốc phòng toàn dân và an ninh nhân dân hoặc hy sinh anh dũng, có tác dụng nêu gương sáng trong toàn quân khu, quân đoàn, quân binh chủng, tổng cục và tương đương, đạt được một trong các tiêu chuẩn sau:
a) Lập được chiến công xuất sắc, quả cảm trong chiến đấu, phục vụ chiến đấu (hoặc hy sinh anh dũng), thành tích đạt là tấm gương sáng trong toàn quân khu, quân chủng, quân đoàn, Tổng cục trở lên, đã được Nhà nước tặng thưởng Huân chương Chiến công hạng nhất hoặc Huân chương Bảo vệ Tổ quốc hạng nhất;
b) Đã được Nhà nước tặng thưởng Huân chương Chiến công hạng nhất hoặc Huân chương Bảo vệ Tổ quốc hạng nhất trước thời điểm đề nghị từ 5 năm trở lên, trong thời gian đó có nhiều thành tích trong huấn luyện, xây dựng lực lượng, củng cố quốc phòng toàn dân và an ninh nhân dân; đã được tặng một trong các hình thức khen thưởng: 2 lần được tặng Bằng khen của Bộ, ngành hoặc 1 lần được tặng danh hiệu Chiến sĩ thi đua cấp Bộ, ngành, tỉnh, thành phố trực thuộc Trung ương;
c) Có thời gian phục vụ quân đội, công an nhân dân từ 35 năm trở lên, hoàn thành xuất sắc nhiệm vụ, không vi phạm khuyết điểm lớn, đã từng đảm nhiệm một trong các chức vụ: Phó Tư lệnh Quân khu, Phó Tư lệnh Quân chủng, Phó Tư lệnh Bộ đội biên phòng, Tư lệnh Quân đoàn, Tư lệnh Binh chủng, Phó Tổng cục trưởng Tổng cục: An ninh, Cảnh sát, Xây dựng lực lượng hoặc chức vụ tương đương.
2. Để tặng cho tập thể đạt các tiêu chuẩn sau:
a) Đã được tặng thưởng Huân chương Bảo vệ Tổ quốc hạng nhất hoặc Huân chương Chiến công hạng nhất;
b) Có quá trình chiến đấu, phục vụ chiến đấu, huấn luyện, xây dựng và trưởng thành từ 15 năm trở lên (trường hợp chưa được tặng thưởng Huân chương Bảo vệ Tổ quốc hạng nhất hoặc Huân chương Chiến công hạng nhất, phải có quá trình chiến đấu, phục vụ chiến đấu, huấn luyện, xây dựng và trưởng thành từ 20 năm trở lên);
c) Lập được thành tích xuất sắc 5 năm trước thời điểm đề nghị, trong thời gian đó được tặng thưởng Cờ thi đua của Chính phủ hoặc 3 lần được tặng Cờ thi đua của Bộ, ngành, đoàn thể Trung ương, tỉnh, thành phố trực thuộc Trung ương; nội bộ đoàn kết thống nhất, tổ chức Đảng, đoàn thể trong sạch, vững mạnh.